# Natuurpark Izki
Het Natuurpark Izki (Spaans: Parque natural de Izki/Baskisch: Izkiko natura parkea) is een natuurpark in Baskenland in Spanje. Het natuurpark werd opgericht in 1998 en is 9143 hectare groot. Het natuurpark omvat gebergte, loofbossen.